# Renenutet
Renenūtet, transliterirano tudi kot Ernūtet in Renenet, je bila boginja dojenja in žetve v staroegipčanski mitologiji. Žetev je bila v egipčanskem življenju tako pomembna, da so boginji Renenunet v času žetve obilno darovali. Njen kult je bil sprva osredotočen na okolico Terenutisa v zahodni delti Nila. Boginjo so, predvsem v umetnosti, upodabljali kot kobro ali žensko s kobrino glavo.
Boginja je bila "negovalka", ki je skrbela za faraona od rojstva do smrti.
Bila je ženski dvojnik boga Šaja, "usode", ki je predstavljal pozitivno usodo otroka. Utelešala je rodovitnost polj in bila zaščitnica kraljevega položaja in oblasti.
Kadar so v njej videli boginjo dojenja, so ji za moža pripisovali boga Sobeka. Predstavljali so ga kot reko Nil, ki z vsakoletnimi poplavami na rodovitno zemljo odloži mulj in omogoča obilne letine. Tempelj v Medinet Madiju, majhna in okrašena stavba v Fajumu, je posvečen tako Sobeku kot Renenutet.
V Renenutet so pogosteje videli mater Nehebkaua, ki je bil včasih upodobljen kot kača. Renenutet v vlogi njegove matere je imela za moža boga Geba, ki je predstavljal Zemljo.
Bila je bila mati boga Neprija.
Kasneje so boginjo-kačo častili po celem Spodnjem Egiptu in jo vedno bolj povezovali z boginjo Vadžet, močno zaščitnico Spodnjega Egipta. Tudi njo so upodabljali kot kobro. Renenutet so nazadnje imeli za Vadžetino dvojnico, katere pogled je ubijal sovražnike. Vadžet je bila kobra na kroni faraonov.

## Hvalnica
Renenutetina hvalnica se glasi:
Za vas bom naredila, da bo Nil narasel,
da cele dežele ne bo doletelo leto pomanjkanja in izčrpanosti,
da bodo rastline cvetele in se šibile od sadja.
Egipčanska dežela se ponovno začenja premikati,
obale čudovito sijejo,
na njih prebivata bogastvo in blaginja,
kakršna sta bila že prej.